# گلادیس لسلی
گلادیس لسلی (انگلیسی: Gladys Leslie؛ ‏ ۵ مارس ۱۸۹۹ – ۲ اکتبر ۱۹۷۶) بازیگر اهل ایالات متحده آمریکا بود. او کارش را حوالی سال ۱۹۱۵ با ایفای نقش در فیلم‌های کوتاه استودیوهای ادیسون آغاز کرد. با آنکه وی کمتر از برخی سوپراستارهای همدوره‌اش چون مری پیکفورد در یادها مانده‌است، اما در چندین نقش برجسته مابین سال‌های ۱۹۱۷ تا اوایل دههٔ ۱۹۲۰ هنرنمایی کرد. در واقع وی و یکی دیگر از ستاره‌های استودیو ویتاگراف به نام بسی لاو، در فیلم‌های فراوانی در نقش‌های دخترک جوان که در آن زمان بسیار محبوب بودند، هنرنمایی کردند. در ضمن او شباهت ظاهری زیادی به مری پیکفورد داشت.
از فیلم‌هایی که وی در آن‌ها نقش داشته است، می‌توان به  شاید تو باشی و کودکی برای فروش اشاره نمود.